# K2-138
K2-138, indicata anche con EPIC 245950175 o EE-1, è una stella della sequenza principale di tipo spettrale K (nana arancione), con sei pianeti in orbita confermati, scoperti da astronomi dilettanti nell'ambito di un progetto di citizen science. Cinque sono stati trovati nei primi due giorni del progetto Exoplanet Explorers su Zooniverse all'inizio di aprile 2017, mentre il sesto è stato confermato nel 2021. Il sistema si trova a quasi 600 anni luce dalla Terra, nella costellazione dell'Acquario, studiato nell'ambito della seconda campagna di osservazioni del telescopio spaziale Kepler (K2), da cui il nome della stella.

## Sistema planetario
I pianeti noti in orbita a K2-138 sono stati scoperti grazie a progetti di citizen science, cioè grazie al contributo di cittadini non scienziati di professione, i primi cinque convalidati in un articolo del 2017 mentre il sesto nel 2021.
Tutti e sei i pianeti rientrano nelle categorie Super-Terra o Mini-Nettuno, con raggi compresi tra circa 1,6 e 3,4 R⊕. I primi cinque pianeti sono molto vicini alla stella madre e formano una catena ininterrotta di risonanze orbiltali, come accade per TRAPPIST-1 e Kepler-80,  con rapporti vicino a 3:2. I loro periodi orbitali vanno da 2,35 a 12,76 giorni, mentre il sesto pianeta, che ha un'orbita molto più lontana, ha un periodo di circa 41 giorni.
Utilizzando lo strumento HARPS montato sul telescopio ESO da 3,6 m, gli astronomi sono stati in grado di imporre limiti stringenti ai valori delle masse dei primi cinque pianeti, ottenendo, partendo dai raggi già noti, valori di densità che vanno da essere simili a quello della Terra per il pianeta b a simili a Nettuno per il pianeta e. Ciò vincola la composizione dei pianeti che probabilmente hanno nuclei rocciosi e un consistente strato di atmosfera. Per i pianeta f e g il team è stato in grado di vincolare il limite superiore della massa a 8,7 e 25,5 masse terrestri,  quest'ultimo ridotto a 21 da studi successivi.
Un articolo di Acuña et al. ha studiato il contenuto d'acqua del sistema K2-138, assumendo uno strato volatile costituito da acqua in fase di vapore e supercritica. È risultato che il pianeta b ha una frazione di massa d'acqua superiore dello 0,7% ed è un pianeta povero di sostanze volatili. Il pianeta b potrebbe essersi formato con una densa atmosfera d'acqua che è stata spazzata via dalla radiazione X e UV proveniente dalla stella ospite, mediante fotoevaporazione.
Il pianeta f è forse il pianeta più ricco d'acqua del sistema, con una frazione di massa d'acqua superiore del 66%. Il raggio del pianeta g è più grande di un pianeta con una composizione ricca di acqua e i ricercatori hanno concluso che il pianeta abbia un'atmosfera ricca di idrogeno ed elio e in questo caso la frazione di massa volatile superiore sarebbe solo del 5%. Tutti i pianeti del sistema hanno probabilmente un nucleo meno massiccio rispetto alla Terra.
K2-138 è stata selezionata come obiettivo dall'ESA nel primo programma Announcement of Opportunity (AO-1) della missione CHEOPS, lanciato a dicembre 2019. Per 87,6 orbite la navicella registrerà i transiti per misurare le variazioni del tempo di transito dei pianeti. Il sistema è anche un buon candidato per la ricerca di corpi coorbitali (come i troiani nel sistema solare), che si prevede esistano e siano stabili in sistemi a catena risonante come K2-138.
La tabella seguente elenca le principali caratteristiche dei pianeti, anche se alcune non sono ancora conosciute:

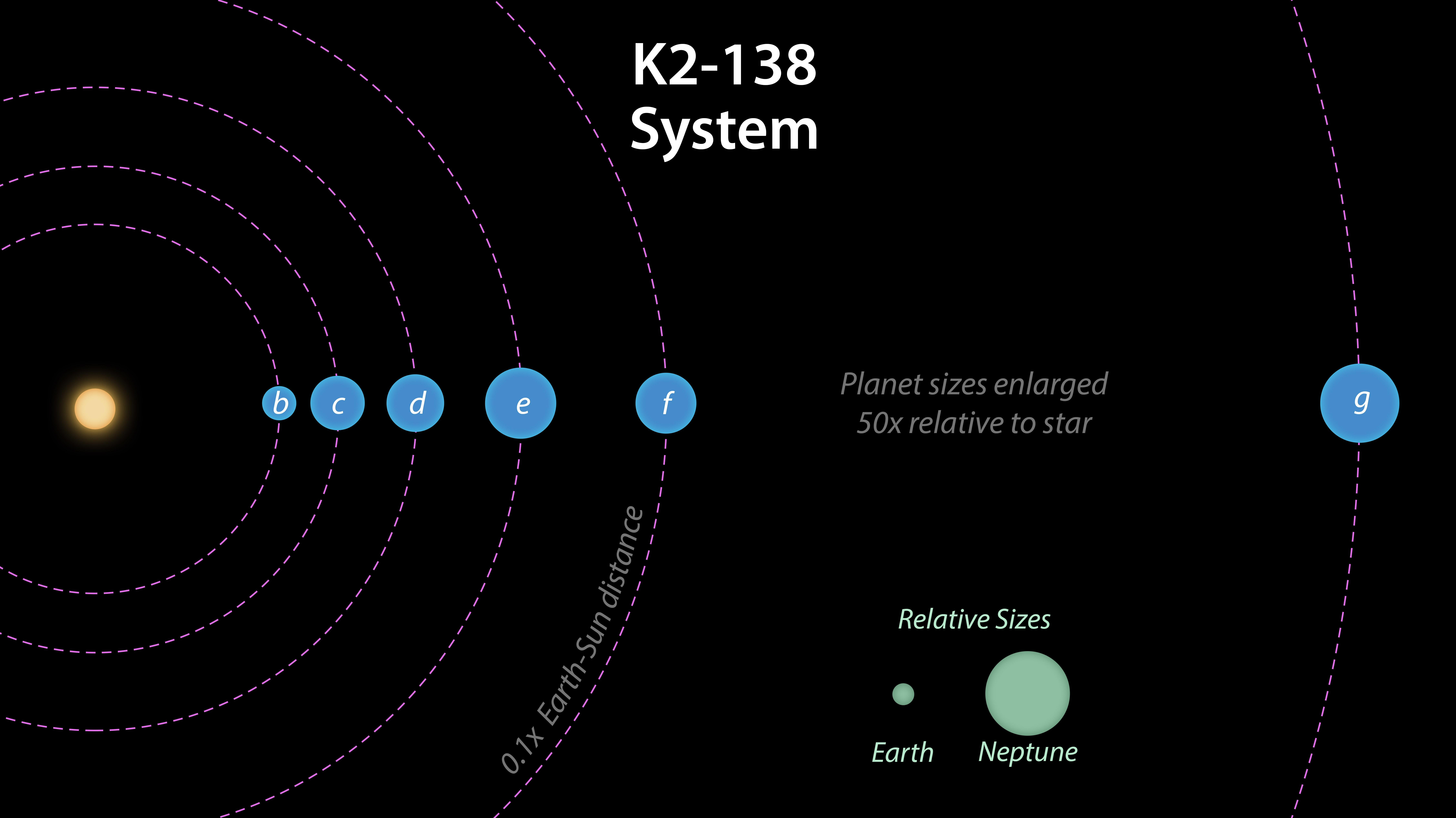
Schema del sistema planetario di K2-138

| Pianeta | Massa               | Raggio              | Densità | Periodo orb.                    | Sem. maggiore               | Eccentricità | Incl. orbita        | Scoperta |
| ------- | ------------------- | ------------------- | ------- | ------------------------------- | --------------------------- | ------------ | ------------------- | -------- |
| b       | 3,1±1,1 M⊕          | 1,57+0,28 −0,17 R⊕  | -       | 2,35322±0,00036 giorni          | 0,03380±0,00024 UA          | < 0,403      | 86,9°+2,2° −4,6°    | 2017     |
| c       | 6,3+1,1 −1,2 M⊕     | 2,52+0,34 −0,16 R⊕  | -       | 3,55987+0,00023 −0,00022 giorni | 0,04454±0,00032 UA          | < 0,296      | 87,9°+1,5° −2,8°    | 2017     |
| d       | 7,9+1,4 −1,3 M⊕     | 2,66+0,39 −0,18 R⊕  | -       | 5,40478+0,00048 −0,00046 giorni | 0,05883±0,00042 UA          | < 0,348      | 87,5°+1,8° −3,3°    | 2017     |
| e       | 13,0+2,0 −2,0 M⊕    | 3,29+0,35 −0,18 R⊕  | -       | 8,26144+0,00045 −0,00044 giorni | 0,07807±0,00056 UA          | < 0,315      | 88,70°+0,93° −1,66° | 2017     |
| f       | < 8.7 M⊕            | 2,81+0,36 −0,19 R⊕  | -       | 12,75759±0,00092 giorni         | 0,10430+0,00074 −0,00075 UA | < 0,364      | 89,03°+0,70° −1,22° | 2017     |
| g       | 8,94+12,89 −5,91 M⊕ | 3,444+0,32 −0,31 R⊕ |         | 41,966 ± 0,006 giorni           |                             |              |                     | 2021     |